# Roger Bertram (Adliger, 1224)
Sir Roger Bertram (auch Roger Bertram III) (* 1224; † vor April 1272) war ein englischer Adliger und Rebell.

## Herkunft
Roger Bertram war ein Sohn seines gleichnamigen Vaters Roger Bertram, seine Mutter war vermutlich dessen Frau Agnes, deren Herkunft unbekannt ist. Sein Vater starb 1242. Nachdem Bertram volljährig geworden war und dem König für seine Besitzungen gehuldigt hatte, erhielt er am 28. Juni 1246 sein Erbe, zu dem vor allem Besitzungen in Northumberland mit Mitford Castle gehörten.

## Dienst unter HeinrichIII. und zunehmende Verschuldung
Ab den 1240er Jahren nahm er an den Feldzügen von König Heinrich III. nach Wales, nach Schottland und nach Aquitanien teil. Aus nicht mehr bekannten Anlass befahl der König jedoch 1257 die zeitweise Beschlagnahmung von Bertrams Gütern. 1261 musste er sich erneut vor einem königlichen Gericht verantworten.
Zu Bertrams Gefolge gehörten mindestens zwei Ritter, und die Kosten für die Feldzüge im Dienst des Königs sowie für seinen adligen Lebensstil überstiegen die Einkünfte aus seinen Besitzungen. Bereits 1253 war er bei jüdischen Geldverleihern hoch verschuldet. Diese verkauften 1257 Schulden in Höhe von 400 Mark an William de Valence, 1. Earl of Pembroke, einem Halbbruder des Königs. Valence forderte nun von Bertram die Rückzahlung der Schulden, weshalb Bertram vor 1262 mit dem Verkauf von Grundbesitz beginnen musste.

## Rolle im Zweiten Krieg der Barone
Bertrams Hass auf Valence trieb ihn auf die Seite der Adelsopposition gegen den König. Während des Zweiten Kriegs der Barone gehörte er 1264 als Knight Banneret dem Heer der Rebellen an, wurde jedoch am 5. April bei der Eroberung von Northampton gefangen genommen. Seine Besitzungen wurden vom König für beschlagnahmt erklärt und an Valence übergeben. Nach dem Sieg der Rebellen unter Simon de Montfort, 6. Earl of Leicester über den König in der Schlacht von Lewes am 13. Mai 1264 kam Bertram wieder frei. Am 14. Juni erhielt er von der neuen Regierung der Barone seine Besitzungen zurück. Die Regierung der Barone erließ Bertram die Schulden, die er bei jüdischen Geldverleihern hatte, und Montfort berief ihn am 14. Dezember 1264 als einen von 18 Baronen in sein Parlament. Nach dem Sieg des Königs über die Rebellen verarmt, starb Bertram 1272.

## Familie und Nachkommen
Bertram war vermutlich zweimal verheiratet, wobei der Name und die Herkunft seiner vermuteten ersten Frau unbekannt ist. Um 1252 hatte er Ida geheiratet, deren Herkunft ebenfalls unbekannt ist. Seine Erbin war seine Tochter Agnes, die um 1253 einen Sohn von Peter de Montfort geheiratet hatte. Zur Begleichung der Schulden ihres Vaters verkaufte sie nach dessen Tod die restlichen Ländereien der Baronie Mitford an Königin Eleonore von der Provence, die die Rechte an Bertrams Schulden erworben hatte. Daneben hatte Bertram noch einen unehelichen Sohn namens Thomas. Bertrams Witwe Ida heiratete in zweiter Ehe Robert de Neville, Lord of Raby.